# Csókakő
Csókakő è un comune dell'Ungheria di 1.072 abitanti (dati 2001). È situato nella contea di Fejér.